# Boletina unifurcata
Boletina unifurcata är en tvåvingeart som först beskrevs av Zetterstedt 1860.  Boletina unifurcata ingår i släktet Boletina och familjen svampmyggor.
Artens utbredningsområde är Sverige. Inga underarter finns listade i Catalogue of Life.